# Джан-Али
Джан-Али хан (Еналей, Яналей, тат. Canğali, Җангали, جان علی‎) (1516, Касимов — 25 сентября 1535, Иске-Казань) — касимовский правитель, царевич (1519—1532), казанский хан (1532—1535). Сын Шейх-Аулияр султана, брат казанского хана Шах-Али. До получения казанского престола (1532) именовался царевичем.

## Биография
Получил касимовский престол от московского великого князя Василия III в 1519 году после отбытия брата Шах-Али в Казань. Сохранил за собой титул царевича даже после возвращения Шах-Али (1521). 
В 1532 году по просьбе казанцев был возведен на казанский престол, однако реально управляли государством карачибек Булат Ширин и царевна Гаухаршад.
В 1535 году был свергнут казанской знатью и сослан в Иске-Казань, в результате чего началась русско-казанская война.
Его захоронение обнаружено в Казанском кремле.

## Семья
В июне 1533 году женился на Сююмбике, дочери ногайского бия Юсуфа. 
Дочь хана Джан-Али (от другой жены, не Сююмбике) взял себе в жены Абдулла Ак-Кубеков.